# Mikhail Doller
Mikhail Doller (russisk: Михаил Иванович До́ллер) (født 1889 i Vilnius i det Russiske Kejserrige, død 15. marts 1952 i Moskva i Sovjetunionen) var en sovjetisk filminstruktør.

## Filmografi
- Sejr (Победа, 1938)[1][2]
- Minin og Posjarskij (Минин и Пожарский, 1939)
- Suvorov (Суворов, 1941)